# Jean Marc Dalpé
Œuvres principales
1932, la ville du Nickel

Le Chien

Un vent se lève qui éparpille
Jean Marc Dalpé, né à Ottawa (Ontario) le 21 février 1957, est un dramaturge, scénariste, poète, traducteur et comédien franco-ontarien.

## Biographie
Membre fondateur du Théâtre de la Vieille 17, Jean Marc Dalpé participe en 1979 à la création collective de Les Murs de nos villages. 
En 1981, il commence sa carrière au Théâtre du Nouvel-Ontario de Sudbury alors que la metteure en scène Brigitte Haentjens y est nommée directrice. Ce théâtre est alors moribond. Un groupe de jeunes y développe un « projet de théâtre populaire (voire politique) et qui se veut également un élément dynamique dans la vie culturelle de la ville et du Nord ontarien ». Il passe sept ans à vivre cette expérience essentiellement collective, intense et effervescente. Jean Marc Dalpé se considère dramaturge avant d'être poète. Il y coécrit avec Brigitte Heantjens les pièces Hawkesbury Blues (1982) et 1932, la ville du Nickel, une histoire d'amour sur fond de mines (1984). Il écrit ensuite la pièce Le Chien (1987), qui lui vaut le Prix du Gouverneur général en 1988.

## Thématique et esthétique
Les premières œuvres de Jean Marc Dalpé au début des années 1980 traduisent son identité ontaroise. Celles-ci s'inscrivent dans la transformation de la littérature franco-ontarienne au cours de la période 1970-1990 où une nouvelle génération d'auteurs, souvent du Nord de l'Ontario, expriment l'identité franco-ontarienne. Ses trois recueils poétiques écrits entre 1980 et 1984 abordent avec une forte émotion la patrie ontaroise distincte du milieu anglais, même si une langue mal parlée et des divisions intestines la menacent. Par exemple, dans son premier recueil Les murs de nos villages (1980), Jean Marc Dalpé, en employant le « nos », pale au nom de la communauté franco-ontarienne; il en présente le patrimoine institutionnel, le labeur d'un etravailleuse et des forestiers qui ne possèdent pas leur pays, d'adolescents aux amours difficiles et dans un enfermement>, : 
« Les murs de nos villages
nous hurlent comme les chiens enragés :
Prenez-le, Prenez-le, Prenez-le,
Prenez-le le pays
Prenez-le dans vos mains
Prenez-le dans vos bras
dans vos ventres
dans vos cœurs
Dansez avec le pays
 --- Jean Marc Dalpé, Les murs de nos villages, 1980 »
 Dans son second recueil Gens d'ici (1981), il exprime l'aliénation franco-ontarienne. Il exprime la volonté d'action pour changer le destin d'un peuple soumis :
« Mais si nous écrivons si nous parlons, si nous crions
Nous, les Nigger-Frogs de l'Ontario
C'est pour ne plus jamais se taire
C'est pour ne jamais se cacher
C'est pour ne plus jamais se dire sans chez nous
C'est pour ne plus jamais avoir peur, se faire peur
C'est pour ne jamais plus avoir à faire la belle pour un os
C'est pour ne plus jamais rebaisser les yeux
devant ceux qui dînent avec les juges
C'est pour ne plus jamais s'empêçher de chanter
s'empêcher de danser, d'empêcher de rire, s'empêcher d'aimer
C'est pour ne plus jamais se taire...
    --- Jean Marc Dalpé, Gens d'ici »
 Ensuite, dans le troisième recueil intitulé Et d'ailleurs, il magnifie l'attachement à Sudbury, tout en exprimant l'indifférence pour une ville comme New York ou encore le fossé culturel avec Paris, ainsi :
« La langue pour dire Paris n'est pas la mienne...
Je demeure l'étranger...
Je ne chanterai pas Paris...
 --- Jean Marc Dalpé, Et d'ailleurs »
Les pièces Hawkesbury Blues et 1932, la ville du Nickel, une histoire d'amour sur fond de mines s'inspirent de l'histoire de la classe ouvirère franco-ontarienne. La pièce de théâtre Le Chien, marquante de la littérature franco-ontarienne de l'époque, qui au contexte historique ontarois superpose le désarroi universel, connaît une diffusion ontarienne, québécoise et européenne. Jay, jeune dans la vingtaine, revient à la maison, ce qui amène une confrontation avec son père. La mère, la sœur et le grand-père, qui sont présents, témoignent de l'échec du mythe de la colonisation franco-ontarienne. Le patricide marque la rupture avec cette idéologie du passé. Il témoigne toutefois de la « décadence de l'homme moderne en perte de valeurs qui donne sens à sa vie ». Cette pièce polysémique traduit des préoccupations identiaitres collectives en m¸eme temps que des interprétations plus psychologiques.
Le roman Un vent se lève qui éparpille, publié en 2001, lui vaut le Prix du Gouverneur général. Cette œuvre traite d'inceste entre un oncle et sa nièce.

## Œuvres

### Télévision
- 2004 : Temps dur (série télévisée écrite par Dalpé et diffusée à Radio-Canada)
- 2012 : Les Bleus de Ramville (série télévisée de Lauriane et Sarah Côté où Dalpé incarne le personnage de Paul 'Polo' Dufresne)

### Théâtre
- 1981 : Nickel, avec Brigitte Haentjens, Sudbury, Éditions Prise de parole
- 2006 : Août – un repas à la campagne, Sudbury, Éditions Prise de parole
- 1999 : Il n'y a que l'amour, Sudbury, Éditions Prise de parole. Prix du gouverneur général
- 1995 : Lucky Lady, Montréal, Éditions du Boréal/Sudbury, Éditions Prise de parole
- 1995 : Eddy, Montréal, Éditions du Boréal/Sudbury, Éditions Prise de parole
- 1995 : Les Murs de nos villages (coauteur d'un collectif), Sudbury, Éditions Prise de parole, [Rockland, Éditions Sainte-Famille, 1982.]
- 1987 : Le Chien, Sudbury, Éditions Prise de parole. Prix du Gouverneur général
- 1985 : Les Rogers, avec Robert Marinier et Robert Bellefeuille, Sudbury, Éditions Prise de parole
- 1984 : 1932, la ville du nickel
- 1982 : Hawkesbury Blues, avec Brigitte Haentjens, Sudbury, Éditions Prise de parole

### Roman
- 1999 : Un vent se lève qui éparpille, Sudbury, Éditions Prise de parole. Prix du Gouverneur général

### Traduction
- 2008 Roc & Rail: trains fantômes suivi de Slague. L'histoire d'un mineur (Prise de parole), traduction de Rock’n Rail: Ghost Trains and Spitting Slag de Mansel Robinson (Thistledown Press), finaliste au prix du Gouverneur général, catégorie traduction.
- 2009 Dry Lips devrait déménager à Kapuskasing (Prise de parole), traduction de Dry Lips Oughta Move to Kapuskasing de Tomson Highway.
- 2012 II (Deux) (Prise de parole), traduction de Mansel Robinson.
- 2021 Avec Charles Bender, Halfbreed (Prise de parole), traduction de Maria Campbell.

### Poésie
- 1984 : Et d'ailleurs, Sudbury, Éditions Prise de parole
- 1981 : Gens d'ici, Sudbury, Éditions Prise de parole
- 1980 : Les Murs de nos villages, Sudbury, Éditions Prise de parole, réédité en 1983

### Documents audio
- 1994 : Cris et Blues Live à Coulson, avec Marcel Aymar, Sudbury, Prise de parole et Musique AU (disque compact)
- 1984 : La Cuisine de la poésie présente : Jean Marc Dalpé, Sudbury, Prise de parole (Cassette audio)

## Distinctions
- 2020 -  Membre de l'Ordre du Canada[9]